# 핑크 플로이드
핑크 플로이드(Pink Floyd)는 1965년 런던에서 결성된 영국의 록 밴드이다. 대중음악사에서 상업적으로 가장 성공하고, 범세계적으로 거대한 영향력을 발휘한 그룹 중 하나이다. 폭 넓은 장르, 실험적인 노래와 철학적인 가사, 정교한 라이브 공연 등으로 유명하다. 초기에는 사이키델릭 록 음악을 연주하면서 인정받았으나, 시간이 지나면서 프로그레시브 록으로 스트림이 바뀌게 되었다.
핑크 플로이드는 건축학과 학생이었던 시드 배럿(기타, 리드 보컬), 닉 메이슨(드럼), 로저 워터스(베이스 기타, 보컬), 리처드 라이트(키보드, 보컬)가 결성하였다. 핑크 플로이드는 배럿의 지휘 아래, 두 개의 싱글과 데뷔 앨범인 《The Piper at the Gates of Dawn》(1967)를 발매하면서 성공적인 데뷔를 하게 된다. 1967년 12월에 기타리스트이자 보컬리스트인 데이비드 길모어가 합류하였고, 배럿은 정신 건강 악화로 인하여 1968년 4월에 탈퇴하였다. 그리고 워터스가 《The Dark Side of the Moon》(1973), 《Wish You Were Here》(1975), 《Animals》(1977), 《The Wall》(1979), 《The Final Cut》(1983) 등의 앨범의 콘셉트를 고안하면서 주요한 작사가이자 리더가 되었다.
1979년, 라이트가 개인적으로 심리적인 불안감을 갖게 되자 핑크 플로이드를 탈퇴하였고, 1985년에 워터스가 그 뒤를 이었다. 길모어와 메이슨은 나중에 라이트가 재가입을 하게 되면서 핑크 플로이드라는 이름으로 활동을 계속하였다. 이 세사람은 《A Momentary Lapse of Reason》(1987)과 《The Division Bell》(1994)까지 두 장의 앨범을 더 발매했으며, 두 앨범 모두 투어를 가진 후 긴 휴식기를 가지게 된다. 그 후 10여 년이 지난 2005년에 배럿을 제외한 모든 멤버가 일회성 자선 콘서트였던 라이브 8에서 공연하기 위해 일시적으로 재결합하기도 하였다. 배럿이 2006년, 라이트는 2008년에 숨을 거두었으며, 핑크 플로이드의 마지막 앨범인 《The Endless River》(2014)는 《The Division Bell》의 곡들을 작업하면서 만들어진 미발매곡을 바탕으로 제작되었다.
핑크 플로이드는 영국 최초의 사이키델릭 록 그룹 중 하나였으며, 프로그레시브 록이나 앰비언트 같은 장르에 영향을 끼친 것으로도 알려져 있다. 4개의 앨범이 미국이나 영국의 음반 차트에서 1위를 기록했으며, 그중에서 〈See Emily Play〉(1967)와 〈Another Brick in the Wall, Part 2〉(1979)는 각국의 싱글 탑 10에 선정되기도 하였다. 1996년에는 미국의 로큰롤 명예의 전당에 선정되었으며, 2005년에는 영국 음악 명예의 전당에 선정됐다. 2013년까지 범세계적으로 2억 5천만 장 이상의 앨범이 판매되었고, 《The Dark Side of the Moon》과 《The Wall》은 역사상 가장 많이 팔린 앨범에 들어가 있기도 하다.

## 역사

### 1963–1967: 초기

#### 결성
로저 워터스와 닉 메이슨은 리젠트가의 웨스터민스터 대학교에서 건축학을 공부하면서 처음 만났다. 이 둘은 처음에 키스 노블과 클라이브 멧커프가 만든 그룹에서 노블의 여동생 실라와 함께 음악을 연주하였다. 같은 건축학과의 학생이었던 리처드 라이트는 그해 말에 그룹에 합류하였고, 6인조 그룹인 시그마 6(Sigma 6)라는 이름으로 활동을 시작하였다. 워터스는 리드 기타를 연주하였고, 메이슨은 드럼, 라이트는 당시에 키보드를 구하기 어려웠기 때문에 대신 리듬 기타를 연주하였다. 밴드는 사적인 공연이 있는 자리에서 연주를 많이 했으며, 리허설은 웨스터민스터 대학교의 지하에 있는 한 다방에서 연습하였다. 주로 서쳐스의 노래와 그들의 매니저이자 송라이터였던 학교 동문 켄 채프먼이 작업한 노래로 공연하기도 하였다.

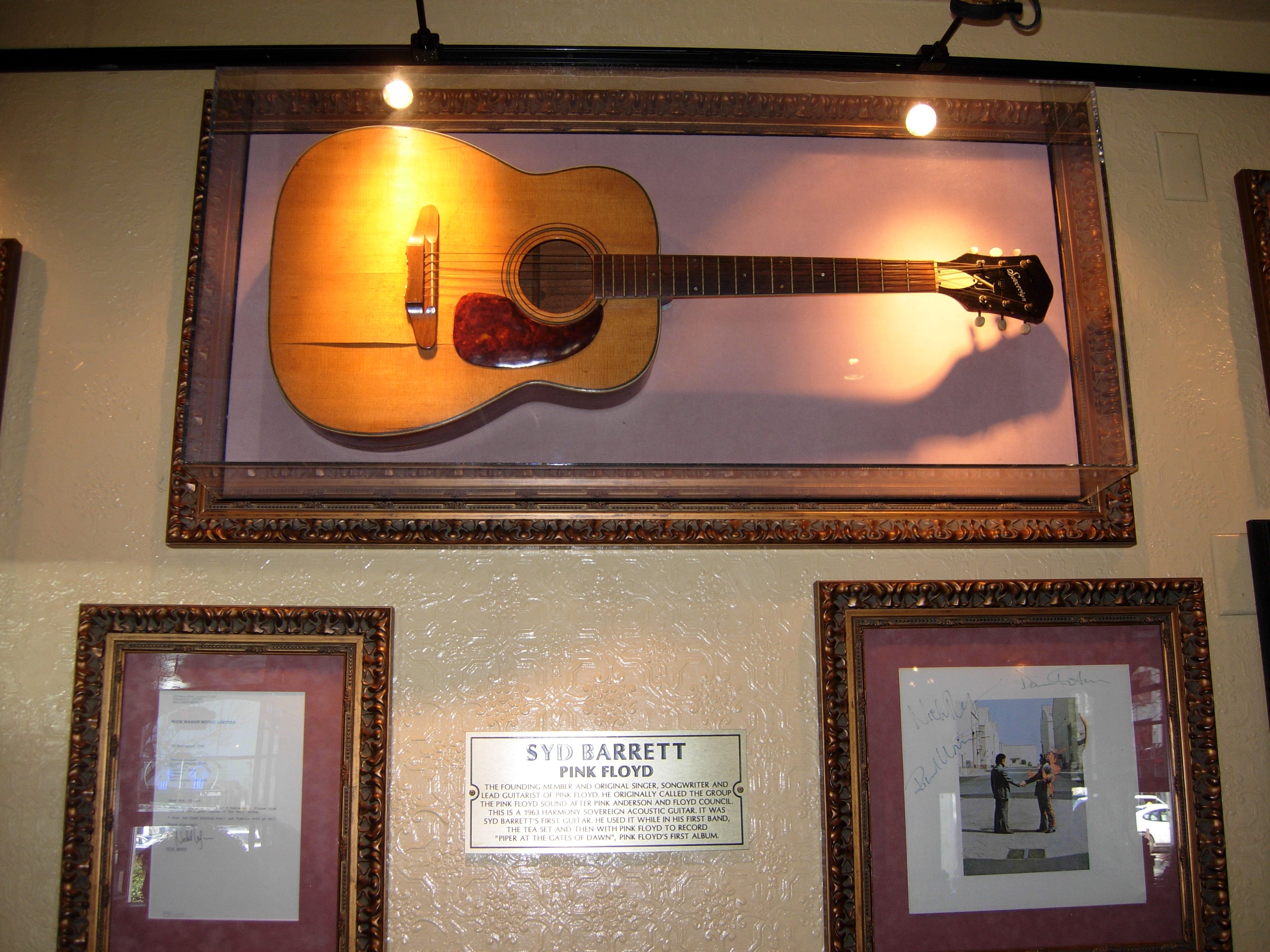
시드 배럿이 처음 사용한 기타

1963년 9월, 워터스와 메이슨은 혼지 미술 대학교와 웨스터민스터 대학교에서 시간제 교사로 일하고 있는 마이크 레너드가 소유한 런던 크라우치 엔드 근처에 있는 39 스탠호프 가든스라는 아파트에 입주했다. 메이슨은 1964년 학기가 모두 끝난 후에 다시 이사를 가게 되었고, 같은 해 9월에 기타리스트인 밥 클로스가 아파트로 들어오게 되어 워터스가 리드 기타에서 베이스 기타로 포지션을 바꿀 수 있도록 도와주었다. 시그마 6은 1964년 티 세트(Tea Set)라는 그룹명으로 고정하기까지 메가데스(Meggadeaths), 압답스(Abdabs), 스크리밍 압답스(Screaming Abdabs), 레너드스 로저스(Leonard's Lodgers), 스펙트럼 파이브(Spectrum Five) 등 많은 이름을 사용하였다. 이때 노블과 멧커프가 자신들만의 밴드를 결성하기 위해서 떠나버리자 기타리스트인 시드 배럿이 워터스와 클로스가 살고 있는 아파트로 이사를 오게 된다. 배럿은 두 명보다 어렸으며, 1962년에 캠버웰 미술 대학교에서 공부하기 위해 런던으로 이사하였다. 원래 워터스와 배럿은 소꿉친구였으며, 워터스가 종종 배럿의 집에 놀러갔으며, 그곳에서 기타를 연주하는 배럿을 보기도 하였다. 메이슨은 이런 배럿에 대해 후에 발간한 책에 "우리가 모두 자의식이 강했던 청소년기였을 때, 시드는 우리와 다르게 외향적이었다. 나는 우리가 처음으로 만났을 때 나랑 친해지기 위해 노력했던 시드의 첫인상을 오랫동안 기억하고 있다."라고 언급하였다.
1963년이 끝나갈 무렵에 노블과 멧커프는 티 세트를 탈퇴하였고, 동시에 클로스는 영국 왕립공군(RAF)에 소속되어 있는 기술자이자 가수인 크리스 데니스를 소개해 주었다. 그로부터 일 년이 지난 1964년 12월, 라이트의 친구 중 한 명을 통해서 웨스트 햄스테드에 있는 어느 스튜디오에서 첫 번째로 녹음을 할 수 있는 시간을 확보할 수 있었다. 라이트는 자신의 공부를 쉬고 있었기 때문에 녹음에 참여하지는 않았다. 이후 1965년 초에 영국 왕립공군은 데니스에게 바레인으로 파견을 가라는 임무를 받게 되고 밴드를 떠난 뒤에, 배럿이 새로운 리더가 되었다. 그해 말에는 런던의 켄싱턴 하이스트리트 근처에 있는 카운트다운 클럽이라는 곳에서 늦은 밤부터 아침 일찍까지 90분씩 총 세 번 연주하게 되어 그곳에서 상주하는 밴드가 되었다. 이 동안에 노래가 반복되는 것을 최소화해야 한다는 압박을 받았고, 메이슨은 "솔로곡의 길이가 늘어날 수도 있다"고 썼다. 제각각 부모의 압박과 대학의 교수의 조언을 듣고, 1965년 중반에 클로스가 밴드를 그만두게 되고, 배럿이 리드 기타를 이어받았다. 그리고 65년 말에 처음으로 밴드를 핑크 플로이드 사운드(Pink Floyd Sound)라고 불렀다. 이 이름은 배럿이 만들었으며, 티 세트라는 자신의 밴드와 같은 이름을 가진 밴드가 자신이 주로 공연하는 곳 중 한 곳에서 공연을 할 것이라는 소식을 알게 된 순간 핑크 플로이드 사운드라는 이름을 만들었다. 이름의 유래는 배럿의 우상이었던 피드몬트 블루스 연주자 핑크 앤더슨과 플로이드 카운실의 이름에서 따왔다.

새로운 잡지인 인터내셔널 타임스가 발간되었을 때 핑크 플로이드라는 그룹이 이상한 모양으로 반짝이는 게 뒤에서 빛나는 상태로 음악을 연주하였다.... 뭔가 되게 사이키델릭한 느낌이었다.

1966년까지 밴드가 주로 연주하였던 장르이자 레퍼토리는 리듬 앤 블루스였고, 그해 12월에 런던 정치경제대학교의 교수인 피터 제너가 밴드를 알게 되고 배럿과 라이트의 연주에 깊은 감명을 받게 되자, 그 이후부터 핑크 플로이드는 마퀴 클럽을 포함해 공연에 대한 예약료를 받기 시작했다. 또한 제너의 비지니스 파트너이자 친구였던 앤드루 킹과 함께 핑크 플로이드 사운드의 매니저가 되었다. 음반 산업에 대한 경험이 거의 없었던 두 명은 킹이 상속받은 유산으로 블랙힐 엔터프라이즈를 설립하고, 1,000 파운드(2019년 기준 18,800 파운드, 한화 약 2860만 원) 상당의 새로운 악기와 장비를 구입했다. 또 제너가 밴드 이름에 있는 사운드를 빼 핑크 플로이드(Pink Floyd)로 하자고 제안한 것도 이 무렵이었다. 그렇게 제너와 킹의 안내에 따라서 핑크 플로이드는 마퀴 클럽과 런던 프리 스쿨을 포함한 런던의 언더그라운드 음악계로 뛰어들었다. 카운트다운 클럽에서 공연을 할 때에는 악기로 하여금 노래의 길이를 늘릴 수 있는 방법을 연구했고, 음악의 질을 높이기 위해 가장 기초적이지만 가장 효과적이기도 한 컬러 슬라이드와 가정용 전등을 사용해 조명 효과를 내기도 하였다. 그리고 제너와 킹의 인맥을 이용해서 파이낸셜 타임스와 선데이 타임스에 밴드에 관한 기사를 게재할 수 있게 되었다.
1966년, 밴드는 블랙힐 엔터프라이즈와의 사업적인 관계를 튼튼하게 하기 위해 제너, 킹, 밴드 멤버들과 각각 지분을 6분의 1씩 소유하게 되었다. 1966년 후반에, 핑크 플로이드가 주로 연주하는 곡들 중에는 리듬 앤 블루스 장르의 곡이 더 적어졌고, 배럿이 작업한 곡이 많이 포함되었으며, 그 중 대부분이 핑크 플로이드 첫 앨범에 포함되었다. 또한 밴드의 공연 빈도를 크게 늘렸으나, 여전히 인기가 높아지진 않았다. 어느날에는 가톨릭 청소년 클럽에서의 공연 후 주인이 이런 노래는 음악이 아니라며 돈을 지불하는 걸 거절하였고, 핑크 플로이드의 경영진이 이에 대한 소송을 제기했으나 치안판사는 소유주의 손을 들어주었다. 핑크 플로이드는 런던 UFO 클럽같은 언더그라운드 활동에서 팬이 훨씬 많았고, 더 좋은 평가를 받았다. 이런 배럿의 공연은 열광적이었고, 후에 작가인 니컬러스 샤프너는 이에 대해서 책에서 "매우 즉흥적이고 광기어리며, 자신의 한계를 뛰어넘는 듯한 흥미로운 공연을 펼쳤다. 이런 공연을 그 누구도 할 수 없다."라고 썼다.

#### EMI 레이블
핑크 플로이드가 음반 산업계에서 주목을 받기 시작한 것은 1967년부터였다. 여러 음반 회사와 협상을 하는 동안에 인터내셔널 타임스의 공동 창업자이자 UFO 클럽의 매니저였던 조 보이드와 핑크 플로이드의 공연 출연 계약 담당인 브라이언 모리슨이 핑크 플로이드가 웨스트 햄스테드의 사운드 테크닉스에서 노래를 녹음할 수 있도록 자금을 지원했다. 그로부터 3일 후, 핑크 플로이드는 EMI와 5,000 파운드(2019년 기준 91,400 파운드, 한화 약 1억 3,900만원)의 선금을 받게 됐다. EMI는 이후 1967년 1월 29일에 녹음했던 〈Arnold Layne〉과 〈Candy and a Currant Bun〉을 1967년 3월 10일 컬럼비아 레이블에서 핑크 플로이드의 첫 번째 싱글로 발표하였다. 〈Arnold Layne〉은 가사에 있는 크로스드레싱의 언급으로 인해 일부 라디오 방송국에서 금지곡이 되었으나, 소매상들이 음반의 시장 가격을 조작한 것과 같이 핑크 플로이드의 싱글이 영국에서 인기 있다는 것을 증명하였다.
EMI 컬럼비아는 1967년 6월 16일, 핑크 플로이드의 두 번째 싱글 〈See Emily Play〉를 발매했다. 〈See Emily Play〉는 영국 차트에서 6위를 기록했던 싱글 〈Arnold Layne〉보다 조금 더 잘 판매되었다. 핑크 플로이드는 BBC의 "더 룩 오브 더 위크(The Look of the Week)"라는 프로그램에서 공연을 하면서 박학다식한 워터스와 배럿에게 MC였던 한스 켈러가 둘에게 어려운 질문들을 던지기도 하였고, 출연자들의 노래와 연주를 립싱크로 하라고 해서 논란이 있었던 "탑 오브 더 팝스(Top of the Pops)"에도 출연하였다. 이후 핑크 플로이드는 두 번 더 음반을 발매했고, 세 번째 컴백에 이르러서는 배럿의 행동이 풀리기 시작했다. 그리고 핑크 플로이드가 처음으로 배럿의 행동에서 변화가 생긴 것을 알아차린 것도 이 무렵이었다. 알고 보니 1967년 초까지 배럿은 주기적으로 LSD를 사용하고 있었고, 메이슨은 "모든 것과 완전히 멀어져 있는 상태였다."고 묘사하였다.

#### 《The Piper at the Gates of Dawn》
모리슨과 EMI의 제작자 노먼 스미스는 핑크 플로이드의 첫 음반 계약을 협상하였고, 이 계약의 일환으로 핑크 플로이드는 첫 앨범을 런던의 EMI 스튜디오에서 녹음하기로 합의가 되었다. 메이슨은 녹음 문제에 대해 아무 문제도 없다고 생각하고 있었지만, 스미스는 배럿이 자신의 제안과 건설적인 비판을 말해도 아무 반응도 없었다고 언급하면서 메이슨의 말을 부정했다. 마침내 《The Piper at the Gates of Dawn》은 1967년 8월에 발매되었고, 곧 영국 차트에 14주 동안 상위권에 머무르면서 6위를 기록하였다. 한 달 후에는 타워 레코드의 레이블에서도 발매되었다. 핑크 플로이드는 계속 UFO 클럽에서 공연을 하면서 많은 팬들이 생겨났지만, 배럿의 정신이 쇠약해져 가는 것이 지대한 영향을 끼치게 되었다. 핑크 플로이드의 멤버는 처음에 배럿의 오락가락한 행동이 일시적으로 일어나는 것이기를 바랐지만, 제너와 그의 조수이자 마크 볼란의 아내였던 준 차일드를 포함한 몇 명은 이에 대해 낙관적이지는 않았다.
"National Jazz and Blues Festival"을 포함한 다른 쇼들이 핑크 플로이드의 출연을 취소해 달라는 많은 요청을 받은 킹은 음악 잡지 등에 현재 배럿이 신경 쇠약에 시달리고 있다는 사실을 알렸다. 그리고 워터스는 정신과 의사인 R. D. 레잉과 배럿과의 만남을 주선하려 하였고, 배럿을 약속 장소로 데리고 갔으나 배럿은 차에서 나오는 것을 거부하였다. 또한 언더그라운드 음악계에서 음악가인 동시에 의사로 자리를 잡은 새뮤얼 허트와 포르멘테라섬에서 머물어 안정을 취하는 것으로도 눈에 띄는 변화는 보이지 않았다. 와중에도 핑크 플로이드는 9월 동안에 유럽에 잡혀 있었던 콘서트를 하고, 10월에는 처음으로 미국 투어를 하였다. 하지만 미국 투어가 진행되는 동안에도 배럿의 상태가 계속 악화되었다. 11월에는 딕 클라크와 팻 분의 쇼에 출연하는 동안, 배럿은 질문에 대답하지 않고 딴 곳으로 눈을 돌리면서 호스트를 혼란스럽게 하기도 했다. 그리고 쇼에서 〈See Emily Play〉를 립싱크해야 할 때에는 입술을 움직이려고 하지 않았다. 이런 당혹스러운 일이 있은 후에, 킹은 핑크 플로이드의 미국 방문을 끝내고 바로 런던으로 돌려보냈다. 핑크 플로이드가 돌아온 후 잉글랜드를 투어하는 동안 지미 헨드릭스가 콘서트를 도와주었으나 투어가 계속되면서 배럿의 우울증은 악화되기만 했고, 12월에 핑크 플로이드가 새로운 멤버를 추가함으로써 위기 상황에 도달하였다.

### 과도기(1968~1972)
밴드의 인기가 점점 올라갈수록, 멤버들의 압박감은 커져 갔다. 특히 시드 배럿은 정신적인 스트레스를 이기기 위해 점점 약물을 복용했다. 정상적인 음악 활동이 거의 불가능해지자, 나머지 멤버들은 시드 배럿을 대체할 기타리스트를 찾기 시작했다. 처음에 그들은 제프 벡을 영입할 것을 고려했으나, 최종적으로 블루스 기타리스트였던 데이비드 길모어를 선택했다.
애초에 길모어는 연주하기 힘든 배럿을 대신해서 기타를 연주하는 역할일 뿐이었다. 하지만 배럿의 음악 활동이 불가능해지면서 결국 밴드를 탈퇴하자, 그 자리에 길모어가 가입하게 되었다.
그동안 시드 배럿이 가지고 있던 영향력이 절대적이었기 때문에, 그들은 자신들의 정체성을 찾으려 많은 시도를 했다. 이 시기에는 대체로 로저 워터스와 데이비드 길모어, 릭 라이트가 각각 역할을 분담해서 밴드를 이끌어 나갔다. 워터스가 복잡하고 상징적인 가사, 전체적인 곡의 구조를 결정했다면 길모어는 블루스적인 멜로디, 라이트는 사이키델릭한 화음을 구축하는 역할을 했다. 워터스와는 달리 길모어와 라이트는 한결 간단한 곡을 선호했는데, 이는 나중에 멤버들 간에 갈등이 일어나는 원인이 되었다.
시드 배럿이 없는 상태에서 발매한 첫 음반인 A Saucerful of Secrets는 소음과 여러 타악기, 전자적인 소리 왜곡, 테이프 루프 등을 적극적으로 사용했다. 음반은 영국에서 차트 9위를 차지했지만, 미국 차트에는 진입하지 못한 유일한 앨범이기도 하다.
1969년 5월, 밴드는 감독 바벳 슈뢰더의 의뢰를 받아 영화 More의 사운드트랙을 담당하게 되었다. 그들은 Music from the Film More으로 그 결과물을 발표하였다. 음반은 영국 차트 9위, 미국 차트 153위까지 올라갔다. 수록곡은 정규 앨범에서 미처 포함시키지 못한 것들이 대부분이고, 특히 어쿠스틱한, 이른바 '풀냄새'가 나는 곡을 많이 포함시켰다. 앨범 삽입곡 중에 "Green is the Colour"와 "Cymbaline"은 그 시기 그들의 가장 유명한 라이브 투어였던 The Man & The Journey에서 자주 연주되었다. "Cymbaline"은 또한 로저 워터스가 음악 산업에 대한 냉소를 드러낸 최초의 곡이기도 하다. "The Nile Song" 같은, 앨범의 다른 곡들은 부단히 아방가르드적이고 하드 록적인 요소를 많이 포함하고 있다.
Ummagumma 앨범은 그들의 작품 중에서 가장 실험적이고 혼란스러운 작품이다. 핑크 플로이드 최초의 더블앨범으로서, 첫 장은 라이브(실제 공연이 아닌 무관중 라이브)이고, 두 번째 장은 각 멤버들에게 LP 반 면(12분)씩을 할당하여 독립적으로 곡을 만들게 했다. 각 멤버들은 자신의 분량 내에서 최대한의 실험성을 발휘하였다. 이 앨범은 출반되자 평론가들로부터 많은 비판을 받았지만, 밴드의 향후 음악적 방향을 정리하는 계기를 가져다준 음반이라는 것은 부정할 수 없는 사실이다. 앨범은 영국 차트 5위, 미국 차트 74위를 차지했다.

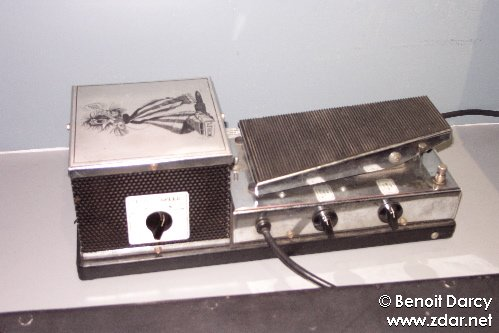
데이비드 길모어가 이 시기 사용하던 페달

1970년의 Atom Heart Mother는 밴드가 최초로 오케스트라와 함께 작업해 내놓은 음반이다. 그들은 아방가르드 작곡가인 론 기신과 함께 작업하였다. 음반의 A면은 21분가량의 대곡으로 이루어져 있으며, B면은 밴드의 멤버들(로저 워터스, 릭 라이트, 데이비드 길모어)이 각각 보컬을 담당한 3곡, 아침식사를 주제로 한 곡인 "Alan's Psychedelic Breakfast"로 구성되어 있다. "Alan's Psychedelic Breakfast"는 가상의 인물이 아침 식사를 준비하고 그것을 먹는 과정을 그대로 녹음하였고, 그 중간중간에 밴드의 연주가 삽입되어 있다. 비록 멤버들이 이 앨범에 대해서 매우 부정적인 생각을 가지고 있었고, 그들의 다른 앨범들 중에서도 특히 실험적인 결과물임에도 불구하고, 영국 차트 1위, 미국 차트 55위를 기록했다. 이는 그때까지 그들의 음반 중에서 가장 좋은 성과를 기록한 것이었다.
다음 앨범을 출반하기 전에, 그들은 싱글과 미발표곡을 모은 컴필레이션 앨범인 Relics과 미켈란젤로 안토니오니 감독의 영화 자브리스키 포인트(Zabriskie Point)에 참여했다. 자브리스키 포인트 사운드트랙은 당시 사이키델릭 분위기를 잘 담고 있는 음반으로 제리 가르시아와 핑크 플로이드의 미공개 세션이 담긴 음원이 포함되어 재발매되었다.
1971년에 발표한 앨범 Meddle은 그들의 사이키델릭적인 사운드가 나타나는 마지막 음반이다. 이 앨범의 B면에는 그들의 곡 중에서 가장 거대한 곡으로 꼽히는(23분가량) "Echoes"가 수록되어 있으며, 그 외에도 닉 메이슨이 보컬로 참여한 유일한 곡인 "One of These Days", 그들의 작품 중에서 상대적으로 어쿠스틱하고 감미로운 세 곡 "A Pillow of Winds", "Fearless", "San Tropez" 등이 포함되어 있다. 앨범은 영국 차트 3위, 미국 차트 70위를 기록했다.
1972년, 핑크 플로이드는 바벳 슈뢰더 감독의 영화 La Valle의 사운드트랙을 담당하였다. 이 작업은 Obscured by Clouds란 이름으로 출반되었다. 이 앨범은 다른 밴드의 곡들에 비해 상대적으로 짧은 곡 길이와, 선율적인 느낌의 곡을 많이 포함하고 있다. 이 앨범은 미국에서 처음으로 차트 50위 안에 들었으며(46위) 영국 차트 6위를 기록하였다.

### 도약기(1973~1975)
1973년부터 핑크 플로이드의 음악적 성향은 사이키델릭은 물론, 어느 한 장르에 국한하기 힘든 독창적인 위치를 갖기 시작했다. 특히 이 시기에 발표된 두 장의 앨범, The Dark Side of the Moon과 Wish You Were Here은 밴드의 이전 앨범이나 그 이후 앨범과는 완전히 다른 성향을 가지고 있는데, 이는 멤버들 간의 음악적인 협력관계가 이 시기에 가장 균형적으로 이루어졌기 때문이다. 베이시스트인 로저 워터스의 영향력이 강하긴 했어도 지배적이지는 않았던 점도 그 이유 중의 하나이다.
The Dark Side of the Moon은 핑크 플로이드의 모든 앨범 중에서 가장 상업적으로 성공한 앨범이고, 평론가들의 극찬을 받았으며, 밴드의 유명세를 올려주는 데 가장 큰 역할을 했다. 이 앨범으로 그들은 미국 차트 1위를 기록할 수 있었으며, 2006년에는 미국 역사상 가장 많이 팔린 앨범으로(1500만장 이상) 기록되었다. 또한 전 세계적으로 4000만장 이상 판매되었고, 빌보드 앨범 차트에 741주 이상, 영국 앨범 차트에 301주 이상 등재되었다.

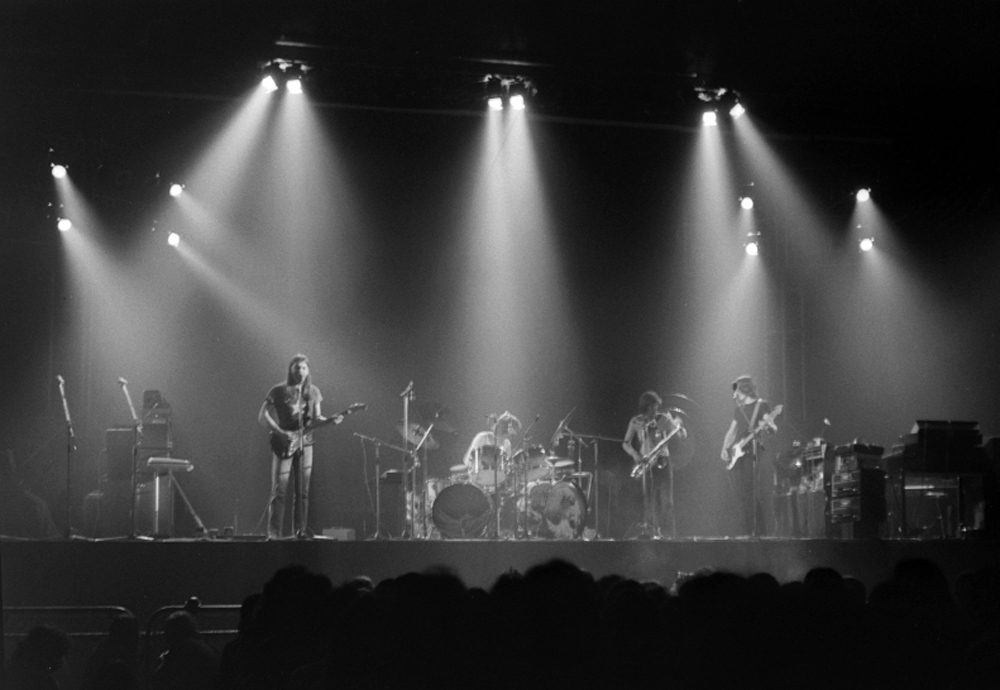
1973년 The Dark Side of the Moon을 공연하는 밴드

이 앨범에서 밴드는 재즈적인 요소를 적극 수용하였다. 재즈를 공부했던 키보디스트 릭 라이트는, 앨범 전반적으로 블루스적인 화음 진행을 많이 포함시켰다(Breathe 처음 부분의 화음이 대표적인 예다). 또한 색스폰 연주자인 딕 패리, 여자 보컬리스트인 클레어 토리가 녹음에 참여했다.
앨범은 그 사운드 만큼이나 다양한 주제를 다루고 있다. 앨범 전체로는 '광기(lunatic)'라는 큰 주제로 요약할 수 있지만, "Money"나 "Us and Them" 등의 곡에서는 자본주의와 반전 등의 사회적 주제를 다루고 있다. 앨범 녹음 당시 로저 워터스는 많은 사람들에게 다양한 질문을 던졌는데, "가장 좋아하는 색은 무엇인가?", "당신이 폭력을 행사했던 때는 언제인가? 그때 당신은 정당했다고 생각하는가?", "죽음이 두려운가?" 등의 것이었다. 밴드는 사람들의 답변을 녹음해서 앨범 군데군데에 삽입했다. 앨범의 제작을 총괄했던 엔진이어앨런 파슨스는 이런 모든 요소들을 조합해내는 데 큰 역할을 했다.
The Dark Side of the Moon 앨범이 너무나 큰 성공을 이루었기 때문에, 밴드는 상업성을 배제하고 초창기 그들이 가지고 있던 실험정신을 다시 살리고자 했다. 그런 의도로 기획했던 프로젝트가 Household Object였는데, 제목 그대로 집에 있는 물건들만을 이용해서 앨범을 녹음하려는 시도였다. 하지만 공연하기 어렵다는 점과 녹음의 난이도 때문에 프로젝트는 중지되었고, 그 다음 앨범인 Wish You Were Here의 음향 효과에만 그 일부가 삽입되었다.
1975년 발표된 Wish You Were Here의 주제는 '부재(absence)'이다. 음악 산업에서의 인간성의 부재에 대해서도 일부 다루고 있지만, 가장 주된 것은 시드 배럿의 부재이다. 두 부분으로 나뉘어 있는 거대한 곡인 "Shine On You Crazy Diamond"에서 가사는 한결같이 시드 배럿을 그리워하는 내용이고, 곡의 끝 부분은 핑크 플로이드로서 맨 처음 발표한 곡 중 하나인 "See Emily Play"의 선율을 차용했다. 중간의 세 곡인 "Welcome to the Machine", "Have a Cigar", "Wish You Were Here"은 음반 산업에 대한 비판과 그로 인한 시드 배럿의 부재를 다룬 곡이다. Roger Waters의 곡인 "Have a Cigar"는 훗날 이곡을 부르려고 David Gilmore 와 Roger Waters 보이지 않는 싸움으로 인해 옆 녹음실에서 녹음 중이던 로이 하퍼가 대신 보컬로 참여했다는 증언이 인터뷰에 실리기도 했다.
한 일화에 따르면, 밴드가 이 앨범을 녹음하던 도중 녹음실에 시드 배럿이 찾아왔다. 그의 모습이 너무나 변해있었기 때문에, 처음 그들은 그를 알아보지 못했다. 이 앨범은 미국과 영국에서 모두 차트 1위를 차지했다.

### 로저 워터스 시기(1976~1985)
이 시기부터, 베이시스트인 로저 워터스는 밴드 내에서 강력한 영향력을 발휘하기 시작했다. 그는 The Wall 앨범 녹음 도중에 릭 라이트를 해고했는데, 워터스의 주장에 따르면 당시 밴드의 음악 작업에 대한 라이트의 기여도가 미약했고, 코카인 등을 복용하기도 했다는 것이 그 해고 이유였다고 한다. 그는 다른 멤버들도 그를 내보내는 것에 동의했다고 말했지만, 2000년 데이비드 길모어는 그런 적이 없다고 주장했다. 닉 메이슨은 그의 책 《Inside Out》에서 콜럼비아 레코드가 워터스에게 1979년까지 더 월 앨범을 끝내면 특별 보너스를 줄 것을 제안했기 때문에 라이트를 해고 했다고 했다. 더 월 앨범 제작을 서두르기 위해서 멤버들이 여름 휴가를 빨리 끝내고 밴드로 모이라는 워터스의 명령에 라이트는 이를 거부하고 늦게 나타나자 워터스가 그를 해고하고 싶어 했다는 것이다. 릭 라이트는 탈퇴 후에도 The Wall 앨범의 라이브 공연에서 정식 멤버가 아닌 세션 형식으로 함께 연주하긴 했다.
이 시기 핑크 플로이드의 음악과 가사는 모두 로저 워터스가 자신의 사상을 반영해 만들었다. 그는 2차 세계 대전에서 전사한 아버지에 대한 트라우마, 당시 영국의 정치인이었던 마거릿 대처와 메리 화이트하우스에 대한 냉소를 가사로 표현했다. 이런 목적을 이루기 위해서, 음악적인 규모는 점점 커져갔고, 많은 세션 기타, 색소폰, 백보컬, 코러스, 키보드, 급기야는 대형 오케스트라까지 앨범에 참여하게 되었다.
이러한 경향이 최초로 드러나는 앨범은 1977년 발매된 Animals 앨범이다. 당시 록 음악은 펑크가 처음 등장하던 시기로써, 초기 로큰롤의 단순한 음악으로 돌아가자는 바람이 불고 있었다. 섹스 피스톨즈의 시드 비셔스가 오디션에 'I Hate Pink Floyd'라고 적힌 티셔츠를 입고 올 정도로, 핑크 플로이드의 복잡한 음악은 많은 비판의 대상이 되고 있었다. Animals 앨범도 이런 시류를 반영해, 이전 앨범보다 거친 기타 사운드를 들려주었다. 또한 이 앨범은 릭 라이트가 작곡에 참여하지 않은 첫 번째 앨범이기도 하다.
(상대적으로) 단순한 사운드에도 불구하고, 이 앨범은 기존 핑크 플로이드의 음악적 특성을 그대로 이어가고 있다. 양 끝의 짧은 곡 "Pigs on the Wing"를 제외하면 나머지 3곡은 모두 10분이 넘어가는 대곡이며, 모든 곡은 조지 오웰의 《동물 농장》에서 모티브를 따온 복잡한 가사를 포함하고 있다. 각 곡의 테마이자 제목인 개, 돼지, 양은 현대 자본주의 사회의 각 계층을 상징한다. 이 앨범에서 키보드는 중요한 역할을 차지하고 있지만, 다른 앨범들과는 달리 색소폰과 백보컬은 참여하지 않았다.
Animals의 커버 사진은 디자이너 테오 보쉬위버가 만든 거대한 돼지 모형을, 런던 바터시 발전소에 띄워놓고 촬영해서 만들었다. 하지만 바람 때문에 돼지를 고정시키기 힘들었기 때문에, 결국 그래픽 처리를 통해 돼지 그림을 삽입해야 했다. '거대한 돼지'는 곧 밴드의 상징물 중 하나가 되었으며, 이후 라이브 공연에 빠지지 않고 등장했다.
1979년 발표된 록 오페라 The Wall은 고립과 소통의 단절에 대한 앨범이다. 로저 워터스는 계속되는 투어와 관객의 반응 속에서 이러한 단절을 느꼈다고 말했다. 싱글로 발매된 "Another Brick in the Wall Pt.2", "Comfortably Numb", "Young Lust" 등은 라디오에서 자주 방송되는 밴드의 가장 유명한 곡이 되었다.
이 앨범을 작업할 당시 로저 워터스의 영향력은 최고조에 달했다. 그는 밴드의 재정상태를 이용해 다른 멤버들을 지배했는데, 이는 밴드의 갈등과 분열을 초래하는 원인이 되었다. 특히 릭 라이트는 이 앨범에 거의 참여하지 않았는데, 제작 도중에 로저 워터스가 그를 해고했기 때문이다. 그는 투어에서만 일종의 '일당'을 받고 연주하는 처지가 되었는데, 아이러니컬하게도 덕분에 그는 멤버들 중에 유일하게 The Wall 투어에서 돈을 번 멤버가 되었다. 나머지 세 멤버들은 아직도 투어에 든 비용을 갚지 못했기 때문이다. 투어는 너무나 수익성이 없어서, 몇몇 도시에서만 진행되었다.(로저 워터스는 밴드에서 탈퇴한 후 1991년 단독으로 베를린 장벽에서 콘서트를 가졌다)
The Wall은 영국에서 차트 3위를 기록했지만, 미국에서는 1980년에만 15주 가까이 정상을 차지했고, 1100만장이 넘는 판매고를 올렸다. 이 앨범으로 인해 그들은 비틀즈 이후 한 해 동안 가장 많이 팔린 앨범을 두 장 가진 밴드가 되었다.
1982년 상영된 영화 Pink Floyd: The Wall은 앨범의 음악과 모티브를 그대로 사용했다. 앨런 파커가 감독하고 밥 겔도프가 주연한 이 작품을 위해 로저 워터스는 보컬 파트를 다시 녹음했고, 영국 아티스트 제럴드 스카페의 애니메이션을 삽입했다. 평론가는 그 내용에 대해 회의적인 반응을 보였지만, 이 영화는 박스오피스에서 1400만 달러를 기록했다. 영화에는 레코드의 길이 제한으로 넣지 못했던 "What Shall We Do Now?"가 삽입되었고, "When the Tigers Broke Free"는 싱글과 The Final Cut의 재발매판, 컴필레이션 앨범 Echoes: The Best of Pink Floyd을 통해 발매되었다.
1983년 발매된 앨범 The Final Cut은 로저 워터스의 아버지 에릭 플레처 워터스에게 헌정된 음반이다. 이 앨범은 The Wall보다도 더 어둡고 냉소적인 분위기를 가지고 있는데, 이는 포클랜드 전쟁에 대한 로저 워터스의 분노를 다루고 있기 때문이다. 탈퇴한 릭 라이트를 대신해서 키보드 파트는 마이클 카멘과 앤디 바운이 맡았다. 앨범의 LP 커버 뒷면에는 "The Final Cut - 전쟁후 꿈을 위한 레퀴엠, 로저 워터스. 로저 워터스, 데이비드 길모어, 닉 메이슨 연주"라고 쓰여 있다.
이 앨범은 한 밴드의 공동작품이라기보다는 로저 워터스의 솔로 앨범에 가깝다. 모든 곡은 로저 워터스 혼자 작사·작곡을 담당했으며, 다른 멤버는 연주만을 했을 뿐이다. 로저 워터스는 인터뷰에서, 이 앨범을 솔로 앨범으로서 작업하려 했지만, 다른 멤버들이 반대했다고 말했다. 하지만 닉 메이슨은 그의 책 Inside Out에서 사실은 정반대라고 주장했다. 즉, 데이비드 길모어가 로저 워터스의 솔로 앨범으로 발표하라고 제안했지만, 로저 워터스는 핑크 플로이드의 이름을 붙여서 내자고 강행했다는 것이다. "The Final Cut"은 영국 차트 1위, 미국 차트 6위를 기록했지만, 평론가들의 반응은 그리 좋지 못했다.
The Final Cut의 발표 후, 캐피톨 레코드는 컴필레이션 앨범 Works를 발매했다. 이 앨범에는 로저 워터스의 1970년 미발표곡 "Embryo"가 포함되어 있다. 또한 멤버들은 각각 독자적인 활동을 하기 시작했는데, 1984년 데이비드 길모어는 About Face를, 로저 워터스는 The Pros and Cons of Hitch Hiking을 발표했다. 또한 릭 라이트는 데이브 해리스와 Zee라는 밴드를 결성해 활동했으며, 1985년 닉 메이슨은 10CC의 리더 릭 펜과 함께한 Profiles를 발표했다.

### 데이비드 길모어 시기(1987~1995)
1985년 12월 로저 워터스는 핑크 플로이드를 탈퇴한다고 발표했다. 이로써 사실상 핑크 플로이드는 해체 상태에 놓이게 되었다. 그의 밴드 내의 영향력이 매우 컸기 때문이다. 하지만 1986년, 데이비드 길모어는 닉 메이슨과 함께 핑크 플로이드의 새 앨범을 제작하기 시작했다. 두 번째 솔로 앨범 Radio K.A.O.S.를 작업하고 있던 로저 워터스는 즉각 반발했고, '핑크 플로이드'란 이름에 대해 법적인 공방을 벌였다. 그는 핑크 플로이드라는 밴드가 시드 배럿의 정신과 2차 세계 대전에서 전사한 아버지의 영혼을 포함해야 한다고 주장했다. 하지만 법원은 길모어와 메이슨의 손을 들어 줬고, 그들은 밴드를 유지할 수 있는 법적인 권리를 취득했다. 로저 워터스는 소송에 패한 대신, The Wall과 The Final Cut에 대한 법적 권리를 얻었다.
1987년 핑크 플로이드는 A Momentary Lapse of Reason을 발표했다. 십년이 넘게 대부분의 가사를 써왔던 로저 워터스를 대신하기 위해, 그들은 전부터 그들과 협력 관계에 있던 밥 에즈린에게 작사를 맡겼다. 릭 라이트 대신 키보드 파트를 담당했던 존 카린도 "Learning to Fly"의 가사를 썼다. 릭 라이트는 앨범 제작이 끝날 무렵에 세션으로 참가했지만, 앨범 투어가 끝날 무렵 다시 정식 멤버로 가입했다. 앨범은 영국과 미국에서 모두 차트 3위를 기록해지만, 비평가들은 다른 멤버들이 앨범에 그리 많은 부분 참여하지 않은 점을 들어 이 앨범은 길모어의 솔로 앨범과 다를 것이 없다고 비판했다.
앨범을 발표한 다음해 밴드는 그들의 투어를 Delicate Sound of Thunder라는 이름의 음반과 비디오로 발표했다. 또한 그들은 레이스 경기를 기록한 La Carrera Panamericana의 음악을 담당했다. 이 레이스에는 길모어와 메이슨도 참여했다. 여기에 쓰인 음악은 1975년 이후 릭 라이트가 처음으로 밴드에서 곡을 쓴 것이다.
1992년 박스 세트 Shine On이 발매되었다. 이 박스에는 스튜디오 앨범 A Saucerful of Secrets, Meddle, The Dark Side of the Moon, Wish You Were Here, Animals, The Wall, A Momentary Lapse of Reason이 들어 있으며, 시드 배럿 시절의 싱글을 담은 The Early Singles도 포함되어 있다. 이 해에 로저 워터스는 Amused to Death를 발표했다.
핑크 플로이드의 정규 앨범 14집은 1994년 발표된 The Division Bell이다. 이 시기에 이르러 밴드의 결속력은 더욱 강해졌고, 릭 라이트는 정식 멤버로써 작업에 참여하였다. 이 앨범은 평론가들로부터 Momentary Lapse of Reason보다 더 긍정적인 평가를 받았고(하지만 여전히 전성기때의 음악보다는 못하다는 평가가 우세하다), 영국과 미국에서 동시에 차트 1위를 차지한 그들의 두 번째 앨범이 되었다.
'The Division Bell'이란 앨범의 제목은 그의 친구 더글라스 아담스가 제안한 것이다. 이 앨범의 많은 가사는 데이비드 길모어의 여자친구 폴리 샘슨이 썼는데, 둘은 앨범이 발매되고 얼마 있지 않아 결혼했다. 또한 녹음에는 딕 패리 등 A Momentary Lapse of Reason 투어에서 함께했던 뮤지션들이 거의 모두 참여했다. 이전 앨범에서 몇몇 곡의 가사를 썼던 슬랩 해피의 멤버 안토니 무어는 릭 라이트의 곡 "Wearing the Inside Out"의 가사를 담당했다(이 곡은 The Dark Side of the Moon 이후 릭 라이트가 리드보컬을 맡은 첫 번째 곡이다) 그는 1996년 발표한 릭 라이트의 솔로 앨범 Broken China에도 참여했다.
1995년에 발매된 그들의 라이브 앨범 PULSE는 The Division Bell 발매 투어를 기록한 음반이다. 음반에 수록된 음원은 런던의 얼스 코트에서의 공연을 바탕으로 다른 공연들과 편집한 것이다. 이 투어는 핑크 플로이드의 과거와 현재를 모두 담은 공연이었다. 이 앨범에서 밴드는 그동안 발매했던 모든 앨범의 곡을 골고루 공연했고, 특히 The Dark Side of the Moon 앨범 전곡을 라이브로 연주했다. 이는 20년 만에 처음 공연한 것이다. 얼스 코트에서의 1994년 10월 20일 공연은 영상으로도 제작되었는데, 각각 VHS와 레이저디스크로 발매되었다. 2006년 7월 10일에는 DVD 버전도 발매되었고, 높은 판매량을 기록했다. 이 앨범의 한정판은 패키지 속에 LED와 타이머, 배터리를 포함하고 있었고, 초당 1번씩(심장박동과 유사한 속도이다) 붉은 빛을 깜빡이도록 제작되었다.
같은 해, 밴드는 "Marooned"로 그래미 상을 수상했다. 이는 그들이 결성한 이래 처음 받은 것이었다.

### 그 후(1995년~현재)
1996년 1월 7일, 핑크 플로이드는 스매싱 펌킨스의 보컬인 빌리 코건의 추천으로 로큰롤 명예의 전당에 등재되었다. 로저 워터스는 이 등재식에 참석하지 않았다. 이는 다른 멤버들과 아직 사이가 좋지 않음을 간접적으로 드러낸 것이다. 등재식장에서 데이비드 길모어는 "각기 다른 음악을 만들었던 두 멤버들에게 이 영광을 돌리고 싶습니다. 로저와 시드에게..."라고 말했다. 기념 공연으로 밴드와 빌리 코건은 "Wish You Were Here"을 연주했지만, 닉 메이슨은 연주하지 않았다.
1980년에서 1981년까지 런던에서 열린 The Wall 콘서트를 담은 라이브 음반 Is There Anybody Out There?이 2000년 발매되었다. 이 앨범은 미국 음반 차트 19위를 기록했다. 그 다음해에는 그들의 베스트 앨범인 Echoes가 나왔다. 밴드의 모든 멤버들은 이 앨범을 위해 함께 모여 선곡과 편집, 마스터링을 했는데, 이 과정에서 가벼운 충돌이 있었다. 수록시간의 한계로 "Echoes", "Shine On You Crazy Diamond", "Sheep", "Marooned", "High Hopes" 등의 곡이 일부분 편집되어야 했기 때문이다. 이 앨범은 영국과 미국에서 차트 2위까지 올라갔다.
2002년 4월 2일에 전 세계 라이브투어 In the Flesh의 일환으로 로저 워터스가 서울 잠실 종합 운동장에서 공연을 가졌다. 공연은 총 2부로 구성되었으며, 핑크 플로이드 시절의 히트곡과 솔로곡이 공연되었다.
2003년에는 The Dark Side of the Moon의 SACD 버전이 발매되었다. 이 버전은 기존 LP나 CD 버전과는 달리 새로운 커버 디자인을 가지고 있다. 또한 예전 그대로의 LP 버전도 함께 복각되었다. 이 버전에는 기존에 없었던 새로운 포스터가 들어있다. 또한 10월 30일에는 오랫동안 밴드의 매니저를 맡았던 스티브 오로크가 사망했다. 로저 워터스를 제외한 나머지 멤버들은 그의 장례식에서 "Fat Old Sun"과 "The Great Gig in the Sky"를 연주했다.
2004년, 닉 메이슨은 밴드의 일대기를 담은 책 Inside Out: A Personal History of Pink Floyd을 출판했다. 그는 유럽과 미국을 돌면서 발매 기념회를 가졌는데, 몇몇 팬들은 그가 밴드와 함께 투어하기를 원했다고 말했다.

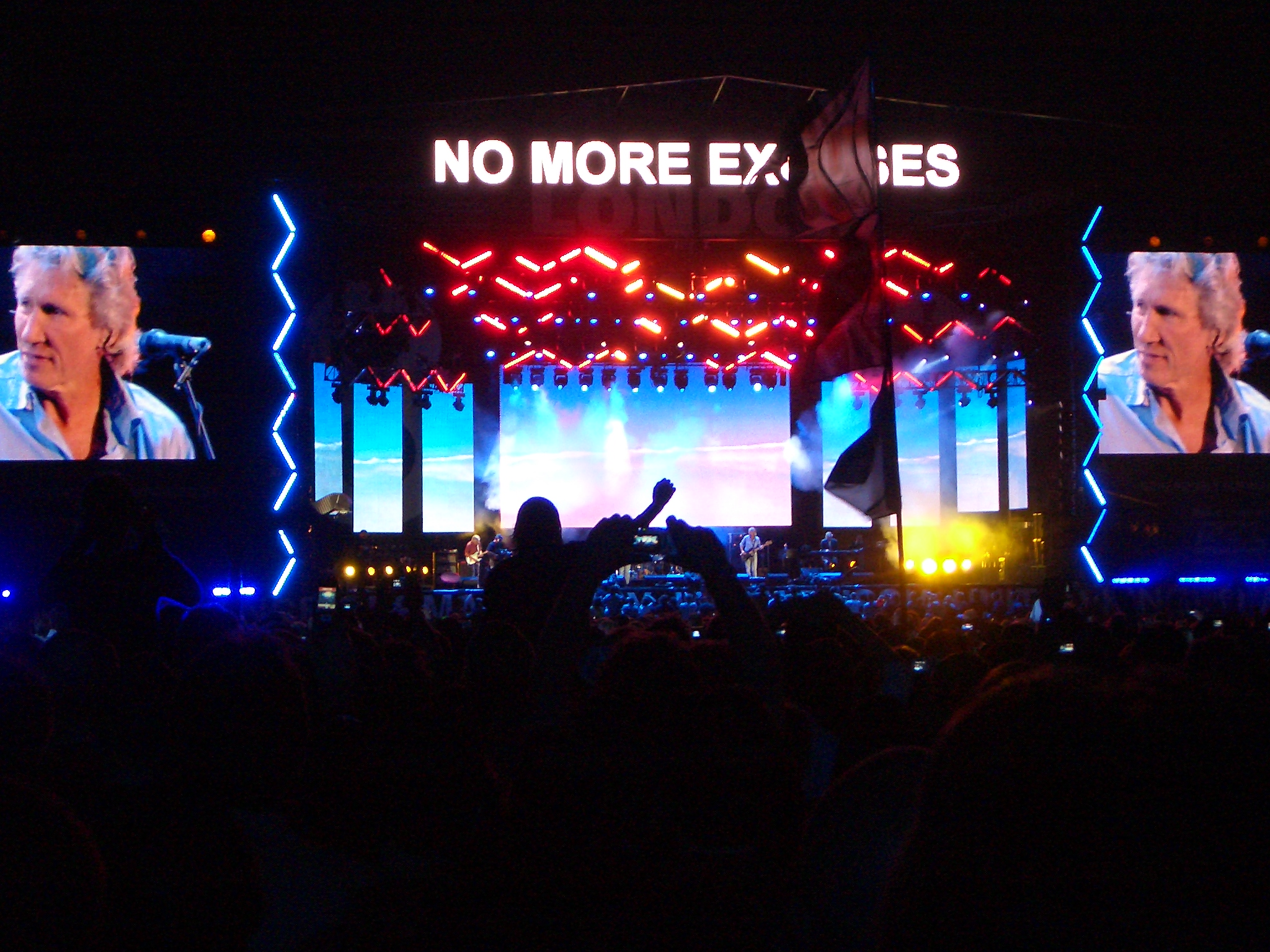
라이브 8 콘서트에서 공연하는 핑크 플로이드

2005년 7월 2일, 로저 워터스를 포함한 밴드의 모든 멤버들은 라이브 8 콘서트를 위해 재결합했다. 이는 밴드를 해체한 후 24년 만의 일이었다. 그들은 콘서트에서 "Speak to Me/Breathe/Breathe (Reprise)", "Money", "Wish You Were Here", "Comfortably Numb"을 연주했고, 데이비드 길모어와 로저 워터스는 함께 노래했다. 길모어는 공연이 끝나고 내려가려 했지만, 로저 워터스가 그를 다시 불러서 밴드의 모든 멤버들과 함께 포옹했다. 이 장면은 라이브 8 콘서트의 가장 감동적인 장면 중의 하나로 남았다.
라이브 8 콘서트 일주일 후, 핑크 플로이드의 음악에 대한 재조명이 시작되었다. 음반사 체인 HMV에 따르면, Echoes: The Best of Pink Floyd의 판매량이 일주일 만에 1343% 증가했다. 또한 아마존 닷컴은 The Wall의 판매량이 3600%, Wish You Were Here이 2000%, The Dark Side of the Moon이 1400%, Animals가 1000% 증가했다고 발표하였다. 데이비드 길모어는 곧바로 이러한 음반 판매의 수익을 기부하겠다고 밝혔고, 라이브 8에 참여한 다른 모든 아티스트도 이에 동참했다. 2005년 11월 16일 핑크 플로이드는 더 후의 피트 타운센드가 추천하여 UK 명예의 전당에 올랐다. 시상식에서 릭 라이트는 눈 수술 때문에 참여하지 못했고, 로저 워터스는 로마에서 비디오 스크린을 통해 참여했다.
데이비드 길모어는 2006년 솔로 앨범 On an Island를 발표했고, 유럽과 캐나다, 미국에서 투어를 열었다. 이 투어에는 릭 라이트와 닉 메이슨이 일부 참여했다. 투어에서 그는 핑크 플로이드의 첫 번째 싱글 "Arnold Layne"을 연주했다. 로저 워터스도 투어에 참여하려 했지만, 그의 공연 리허설 일정 때문에 참여하지 못했다. 대신 그는 닉 메이슨과 함께 아일랜드 콜크에서의 공연 후반부에 The Dark Side of the Moon 전곡을 연주했다.
많은 팬들은 그들이 재결합해서 계속 활동하기를 바라고 있지만, 데이비드 길모어는 2006년 핑크 플로이드로서 재결합하려는 계획이 없다고 밝혔다. 2007년에 로저 워터스는 "만약 다른 멤버들이 모두 원한다면 다시 함께 하는 것도 즐거운 일일 것이다"라고 했지만 데이비드 길모어는 "나는 과거에 얽매이기 싫다" 며 거절했다. 하지만 같은 해 BBC과의 인터뷰에서, 그는 "모든 가능성을 열어두고 있다" 고 말했다. 같은 해 7월 7일, 시드 배럿이 당뇨로 사망했다.
2008년 8월 26일, 핑크 플로이드는 폴라음악상을 수상하였다. 시상식에 참석한 리더 로저 워터스와 드러머 닉 메이슨은 칼 구스타프 16세 스웨덴 국왕으로부터 오페라 가수 르네 플레밍과 함께 이 상을 수여 받았다. 같은 해 9월 15일, 암으로 투병 중이던 키보디스트 릭 라이트가 사망했다. 동료 데이비드 길모어는 자신의 홈페이지를 통해 추도문을 올리고 다음과 같이 애도했다. "누구도 리처드 라이트를 대신할 순 없다. 그는 내 뮤지컬 파트너이자 친구였다. 온화하고 겸손했으며 남에게 나서기를 꺼려 했지만 그의 감동적인 목소리와 연주는 그룹의 사운드에 있어 마법 같은 존재였다."
2011년 5월 12일 로저워터스의 the wall live투어의 일환으로 이루어진 영국 O2 Arena the wall tour 에서
comfortably numb을 데이빗 길모어와 함께 공연했고 마지막곡 outside the wall에선 닉메이슨을 포함한 3명의 멤버가 함께 공연했다.
2014년 7월 폴리 샘슨은 2014년 11월에 핑크플로이드의 새로운 앨범이 출시된다고 트위터에 발표했다. 이 앨범은 핑크플로이드의 The Division Bell이 나오고 20년만에 출시되는 앨범이다. 새로운 앨범의 이름은 "The Endless River"이다. 이 앨범은 로저워터스는 관여하지 않고, 데이비드 길모어, 닉 메이슨, 릭 라이트가 참여했다.
데이비드 길모어는 "The Endless River" 앨범이 핑크플로이드의 마지막 앨범이 될 것이라고 언급했다.

## 음악

### 기술
핑크 플로이드는 음악적으로뿐만 아니라 기술적으로도 진보적인 밴드였다. 그들은 작곡할 때 당대의 다양한 새로운 악기들을 도입했다. 예를 들어, Meddle 앨범에서 에코 효과를 내기 위해 사용한 Binson사의 Echorec이 있다. 또한 그들은 테이프를 이용한 루프 기술을 자주 사용했는데, 이는 1970년 론 기신에게서 습득한 것이다. (론 기신은 Atom Heart Mother에서 공동 작곡을 담당했다). 루프 기술이 가장 적극적으로 사용된 앨범은 The Dark Side of the Moon 앨범인데, 현금 계산기 소리가 반복되는 "Money"나 , "Speak to Me" 등에서 두드러진다.

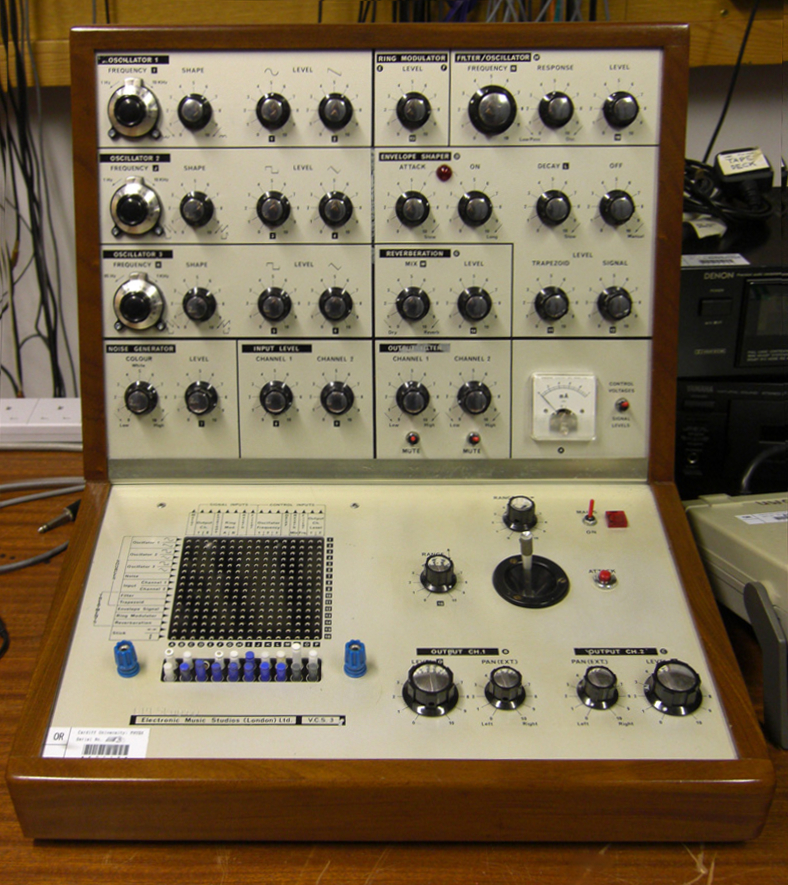
EMS VCS 3(릭 라이트가 사용한 것과 유사한 모델)

그들은 주로 애비 로드 스튜디오에서 작업했는데, 그 곳은 비틀즈 등이 작업하면서 당시 최고의 음향기술을 보유한 곳 중 하나였다(Atom Heart Mother나 The Dark Side of the Moon도 여기서 녹음되었다). 밴드는 몇몇 앨범에서 쿼드라폰 기술(4 채널 기술)을 시도하였지만, 당시에는 큰 효과를 거두지 못하였다. 그들은 신시사이저를 메인 악기로 구성한 락 밴드이기도 했는데, 릭 라이트는 Dark Side 앨범에서 EMS Synthi AKS를 사용하였다.

### 악기
데이빗 길모어는 그의 블루스적 성향에 따라, 거의 모든 곡에서 펜더사의 기타를 주로 사용하였다. 그는 대부분 스트라토캐스터와 텔레캐스터로 연주했는데, 그 외에도 몇몇 곡에서 슬라이드 기타를 사용하기도 했으며, 수많은 앰프와 이펙터를 이용했다.
초기 릭 라이트는 주로 파피사 오르간을 사용했다. 나중에 신시사이저가 도입된 1972년부터 그는 적극적으로 이를 이용하는데, The Dark Side of the Moon 이후의 앨범에서 많은 신시사이저 연주가 첨가되었다.
다른 프로그레시브 락 밴드와는 달리, 핑크 플로이드에서 베이스와 드럼은 음악적으로 큰 비중을 차지하지 않는다. 몇몇 곡을 제외하고는 그저 신시사이저와 기타의 뒤를 받쳐주는 역할을 할 뿐이다. 이는 그들의 음악적 배경과도 관련이 있다. 바흐나 베토벤, 낭만주의 음악, 재즈의 영향을 받아 정교한 코드를 작곡하는 릭 라이트와는 달리, 로저 워터스는 단순하고 간단한 곡을 쓸 뿐이었다.

### 보컬
초창기 핑크 플로이드의 노래는 거의 시드 배럿의 몫이었지만, 그가 밴드를 탈퇴한 후에는 길모어와 워터스가 주로 노래하고, 몇몇 곡에 릭 라이트가 참여하는 식으로 구성되었다. The Dark Side of the Moon 앨범 이후부터는 객원 보컬이 적극적으로 사용되었는데, Dark Side 앨범에서의 클레어 토리, Wish You Were Here 앨범에서의 로이 하퍼 등이 대표적이다.
Atom Heart Mother 앨범부터는 코러스도 많이 사용되었다. 로저 워터스가 주도권을 잡은 1973년 이후에는 좀 더 많은 비중을 차지하기 시작했는데, The Wall 앨범에서는 이러한 경향이 최고조에 이르렀다.

### 영향
핑크 플로이드의 음악은 많은 후대 밴드들에게 영감을 주었다. 대부분의 프로그레시브 밴드가 핑크 플로이드와 Yes의 음악에 그 기반을 두고 있다. 드림 시어터는 2005년 존경의 의미로 The Dark Side of the Moon 앨범 전곡을 공연하기도 했다.
비단 프로그레시브 록뿐만 아니라 다른 밴드들도 핑크 플로이드의 영향을 많이 받았다. 라디오헤드는 종종 핑크 플로이드에 비교되며, 방겔리스나 키타로 등의 뉴에이지 아티스트도 그들에 대한 영향을 언급하곤 했다. 많은 밴드들이 그들의 곡을 리메이크했는데, 펄 잼("Interstellar Overdrive"), 푸 파이터스("Have a Cigar") 등을 들 수 있다.

## 음반 목록
정규 음반
- 《The Piper at the Gates of Dawn》 (1967)
- 《A Saucerful of Secrets》 (1968)
- 《More》 (1969)
- 《Ummagumma》 (1969)
- 《Atom Heart Mother》 (1970)
- 《Meddle》 (1971)
- 《Obscured by Clouds》 (1972)
- 《The Dark Side of the Moon》 (1973)
- 《Wish You Were Here》 (1975)
- 《Animals》 (1977)
- 《The Wall》 (1979)
- 《The Final Cut》 (1983)
- 《A Momentary Lapse of Reason》 (1987)
- 《The Division Bell》 (1994)
- 《The Endless River》 (2014)

## 투어
- Pink Floyd World Tour (1968)
- The Man and The Journey Tour (1969)
- Atom Heart Mother World Tour (1970)
- Meddle Tour (1971)
- Dark Side of the Moon Tour (1972–73)
- French Summer Tour (1974)
- British Winter Tour (1974)
- Wish You Were Here Tour (1975)
- In the Flesh Tour (1977)
- The Wall Tour (1980–81)
- A Momentary Lapse of Reason Tour (1987–90)
- The Division Bell Tour (1994)

## 같이 보기
- 가장 많은 음반을 판 음악가 목록